# Lerista desertorum
Lerista desertorum — вид сцинкоподібних ящірок родини сцинкових (Scincidae). Ендемік Австралії.

## Поширення і екологія
Lerista desertorum широко поширені у внутрішніх районах Австралії, від сходу центральної Західної Австралії через південь Північної Території і північ Південна Австралії до південного заходу Квінсленду. Вони живуть в акацієвих чагарникових заростях і евкаліптових лісах, в піску під густим шаром опалого листя.